# Polyommatus lucifuga
Polyommatus lucifuga är en fjärilsart som beskrevs av Hans Fruhstorfer 1915. Polyommatus lucifuga ingår i släktet Polyommatus och familjen juvelvingar. Inga underarter finns listade i Catalogue of Life.